# Black Range
Black Range je pohoří na jihozápadě Nového Mexika, ve Spojených státech amerických. Nachází se v okresech Sierra, Grant a Catron County.
Nejvyšší horou je McKnight Mountain (3 098 m).
Po celém hřebeni pohoří vede turistická trasa.

## Geografie a geologie
Pohoří Black Range se rozkládá ze severu k jihu, má délku přes 120 km a šířku okolo 80 km. Pohoří je tvořeno magmatickými horninami. Z jižní části pohoří jsou známé archeologické nálezy po původních obyvatelích oblasti, lidech tzv. mogollonské kultury, z let 200 před naším letopočtem až z 15. století.
Ke konci 19. století byly některé oblasti pohoří Black Range známé těžbou stříbra.